# 高速警備救難艇
高速警備救難艇（こうそくけいびきゅうなんてい、警救艇）は、海上保安庁が装備するモーターボートの種類。主に巡視船の搭載艇として、洋上での警備・救難業務に従事する。

## 来歴
新海洋秩序の確立を目指して1973年に開幕した第三次国連海洋法会議を通じて、沿岸から200カイリ以内に所在する資源の管轄権を認める排他的経済水域の概念が提唱された。1974年の同会議第2会期において排他的経済水域概念は会議参加国間でほぼコンセンサス形成に成功し、海洋法条約第5部（第55条～第75条）に排他的経済水域制度に関する規定が設けられるにいたった。この趨勢を受けて、1977年、日本でも領海法および漁業水域に関する暫定措置法が施行され、領海が沿岸から12海里に拡張されるとともに、200海里の漁業水域が設定された。
これによって、海上保安庁の警備すべき面積は、領海だけでも4倍、漁業水域も含めると50倍に拡大した。また1978年4月には中国漁船による尖閣諸島領海侵犯事件、また竹島周辺海域でも韓国側により日本漁船に対して退去勧告がなされるなどの事件が重なり、対応体制の確立が急務とされた。これに伴い、外洋で立入検査を行うのに適した小型艇が必要とされるようになった。これに応じて、救難艇と高速機動艇の機能を兼ね備えた艇として開発されたのが警救艇であり、1978年より、まず7メートル型がしれとこ型巡視船の搭載艇として運用を開始した。

## 設計

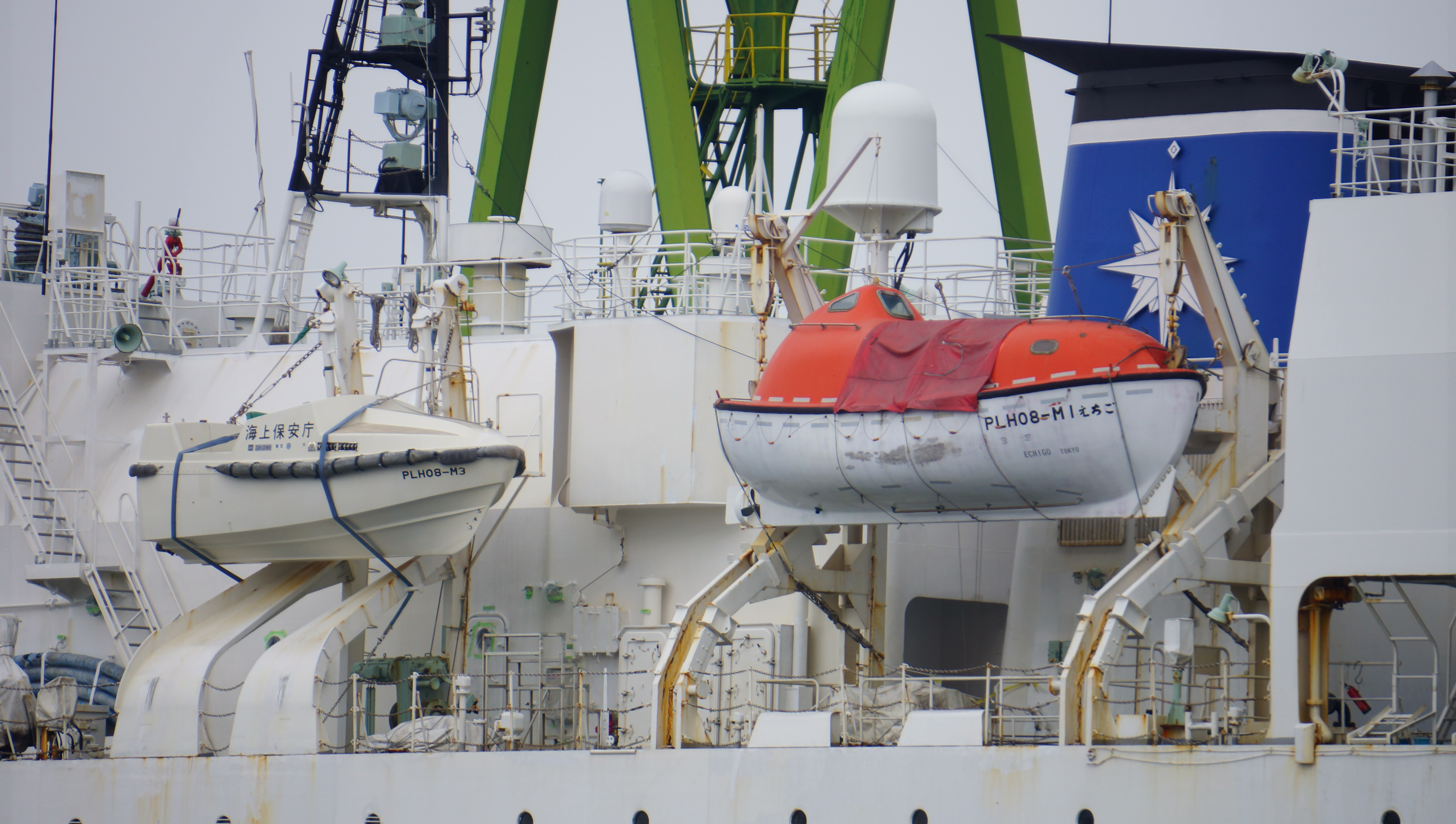
ダビットへの搭載状態（左側の艇）

まず開発された7メートル型は、アメリカ沿岸警備隊の26フィート型高速救難艇を参考として、船舶技術部において設計された。救難艇と同様の復原能力と、高速機動艇と同様の高速性能を備えている。復原能力は180度、また7メートル型の場合は航行限界は有義波高3メートルとされているが、これは日本近海の年平均波高累積頻度 約80％に相当する。1番艇は1978年6月に完成し、巡視船「そうや」に搭載された。以後、大型巡視船（PLH・PL）の搭載艇として、ヤマハ発動機で51隻が建造された。
7メートル型の運用実績を踏まえて、中型巡視船（PM）にも搭載可能なものとして4.9メートル型が開発され、ヤマハ発動機で32隻が建造された。また5.5メートル型も開発され、こちらはIHIクラフトで22隻が建造された。4.9メートル型は、当初主機にボルボベルタAQ145A型ガソリンエンジン（100PS）、推進器にハミルトン771型ウォータージェットを装備していたが、昭和58年度艇からはマークルーザーMIE470型ガソリンエンジン（145PS）とハミルトン772型ウォータージェットを装備して高速化を図り（20ノット→25ノット）、燃料搭載量も75リットルから100リットルに増強されている。また昭和59年度計画では、7メートル型警救艇をもとに独航船として所要の艤装を施した監視取締艇「さざんくろす」が建造され、小笠原海上保安署（父島）に配備された（後に「ぽらりす」として下田海上保安部に転属）。
また、1997年就役の「いず」より、新型の7メートル型警救艇の搭載が開始された。これは主機関をディーゼルエンジンに改正し、30ノットに高速化するとともに航続距離を延伸、また船型の改良によって波浪衝撃を緩和、保針性や復原性を向上させ、操縦席を中央に配置することで操船性も改善している。このほか、甲板をフラットにすることで艇内外での乗員移動が容易になったほか、コクピットから直接に吊り下げ索を着脱可能にしたことで、より安全に艇を揚降できるようになった。また防水式GPSプロッターの装備など、航海機器の充実も図られた。